# Tranvía a vapor del Real de San Carlos
El Tranvía a vapor del Real de San Carlos o coloquialmente Decauville del Real de San Carlos fue operado por lo menos desde 1910 hasta 1912, aproximadamente 5 km de largo, un tranvía de vapor de vía estrecha de doble vía en Colonia del Sacramento en Uruguay.

## Historia
El pequeño pueblo de Colonia del Sacramento está ubicado frente a Buenos Aires en el Río de la Plata y desde allí fue visitado a menudo por excursionistas argentinos, en particular debido a las corridas de toros prohibidas en Argentina y el casino. Con el fin de facilitar el viaje a la Stirkampfarena recién construida en 1910, fue alrededor de 1910 en el paseo marítimo que colocó un ferrocarril de vapor desde el muelle hasta la Plaza de Toros Real de San Carlos y que funcionó, que gozó de gran popularidad entre los turistas argentinos.

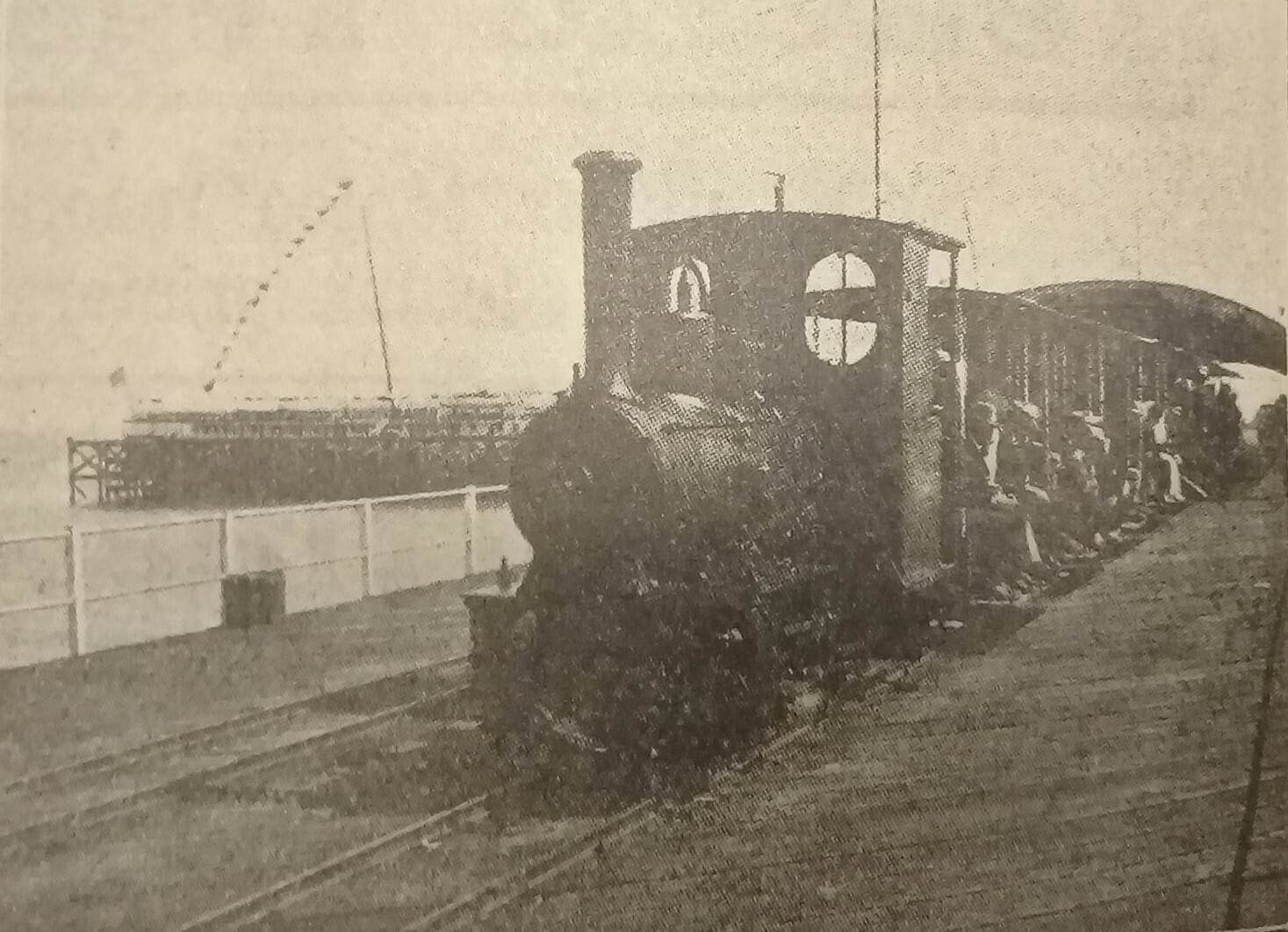
Locomotora de vapor O&K
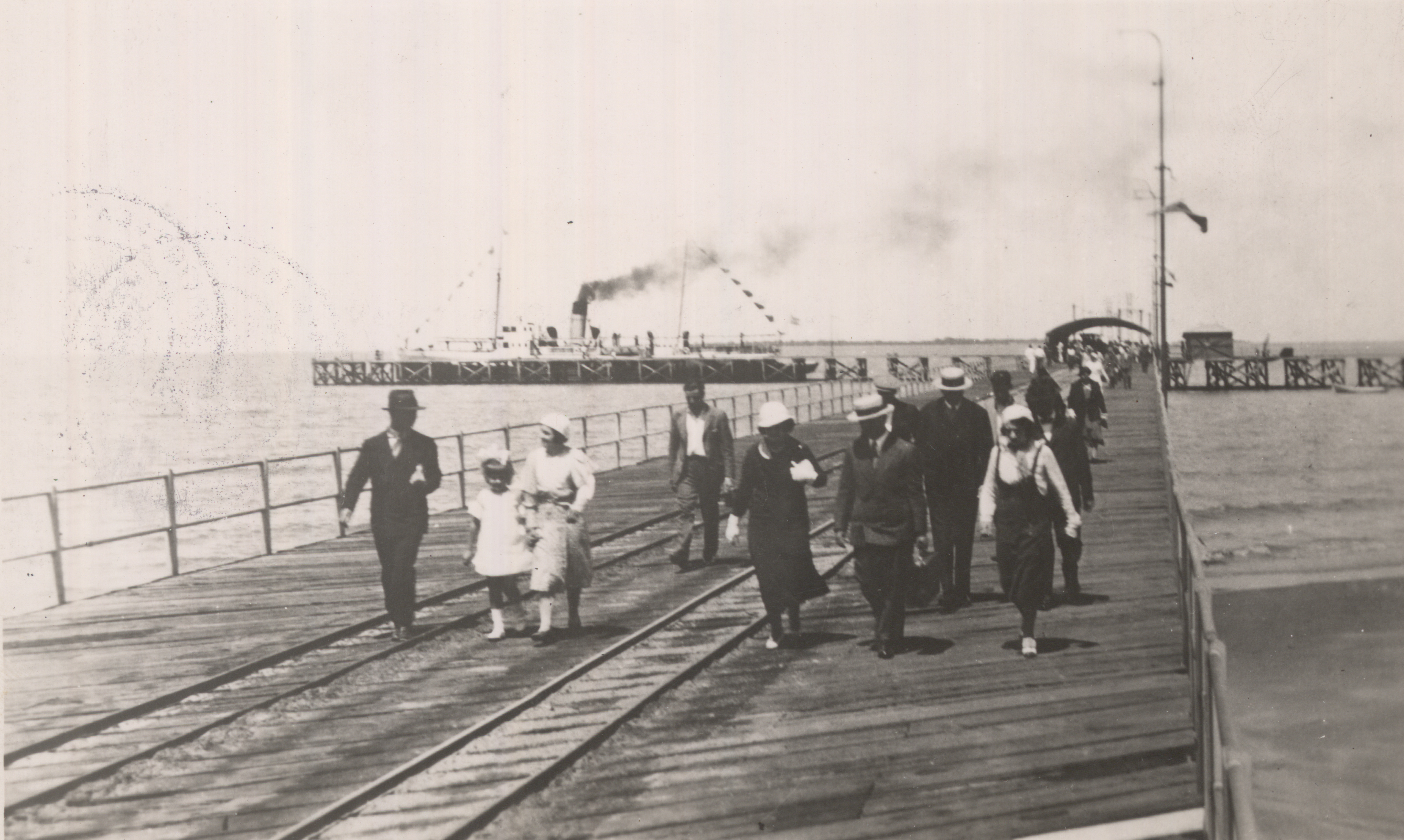
Muelle Real de San Carlos, 1948
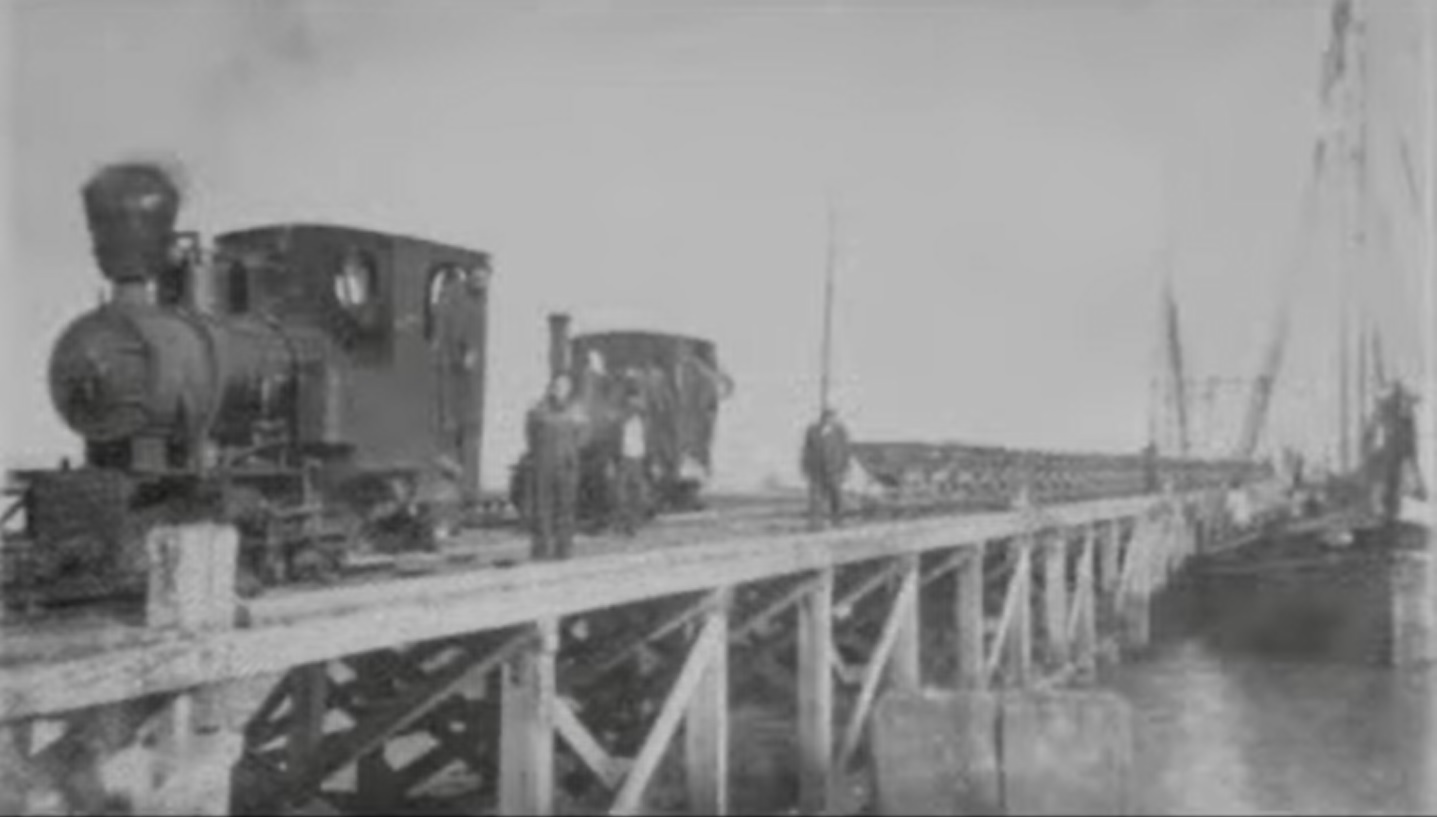
Locomotoras de vapor Henschel et O&K
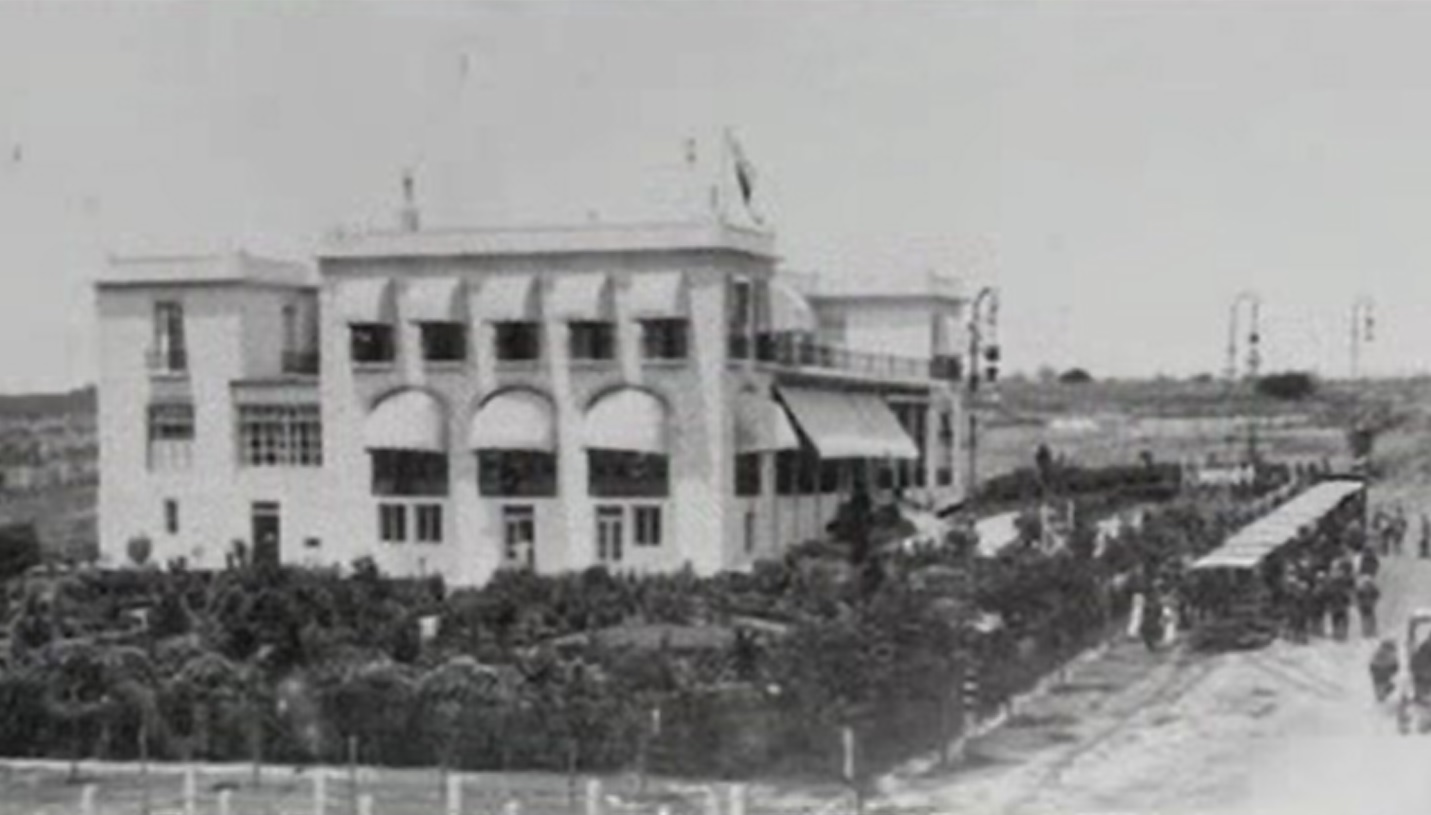
Tren de pasajeros en el casino.